# Ens veurem allà dalt
Ens veurem allà dalt (originalment en fracès, Au revoir là-haut) és una pel·lícula dramàtica francesa del 2017 escrita, dirigida i protagonitzada per Albert Dupontel, adaptada de la novel·la homònima del 2013 de Pierre Lemaitre. S'ha doblat al català.

## Sinopsi
El novembre de 1918, uns dies abans de l'armistici, Edouard Péricourt salva la vida d'Albert Maillard. Els dos homes no tenen res en comú més enllà de la guerra. El tinent Pradelle, en ordenar un assalt sense sentit, destrueix les seves vides i aquest fet els uneix com a companys. Sobre les ruïnes de la carnisseria de la Primera Guerra Mundial, els dos intenten sobreviure. Així, mentre Pradelle està a punt de fer fortuna amb els cadàvers de les víctimes de la guerra, l'Albert i l'Edouard munten una estafa monumental amb les famílies de les víctimes de la guerra i els honors als herois caiguts.

## Repartiment
- Albert Dupontel com a Albert Maillard
- Nahuel Pérez Biscayart com a Edouard Péricourt
- Laurent Lafitte com al capità Henri d'Aulnay-Pradelle
- Niels Arestrup com al president Marcel Péricourt
- Émilie Dequenne com a Madeleine Péricourt
- Mélanie Thierry com a Pauline
- Héloïse Balster com a Louise
- Philippe Uchan com a Labourdin
- André Marcon com a policia
- Michel Vuillermoz com a Joseph Merlin
- Kyan Khojandi com a Dupré
- Carole Franck com a la germana Hortense
- Philippe Duquesne com a policia de l'estació
- Éloïse Genet com a Cécile
- Axelle Simon com a Madame Belmont
- Denis Podalydès com al ministre
- Gilles Gaston-Dreyfus com a l'alcalde
- Jacques Mateu com al prefecte
- Lia Catreux com a Madame Péricourt, mare de l'Edouard

## Producció
La producció de pel·lícules va començar el març de 2016 a la regió de l'altiplà del Vexin sobre la vall del riu Sena.

### Premis i reconeixements
Ens veurem allà dalt va obtenir tretze nominacions als 43ns premis César i va guanyar en cinc de les categories. La pel·lícula també va guanyar altres premis.
| Premi                                       | Categoria                            | Nominat/da                                                   | Resultat   |
| ------------------------------------------- | ------------------------------------ | ------------------------------------------------------------ | ---------- |
| Premis César                                | Millor adaptació                     | Albert Dupontel Pierre Lemaitre                              | Guanyadors |
| Premis César                                | Millor fotografia                    | Vincent Mathias                                              | Guanyador  |
| Premis César                                | Millor decorat                       | Pierre Queffelean                                            | Guanyador  |
| Premis César                                | Millor vestuari                      | Mimi Lempicka                                                | Guanyadora |
| Premis César                                | Millor direcció                      | Albert Dupontel                                              | Guanyador  |
| Premis César                                | Millor actor                         | Albert Dupontel                                              | Nominat    |
| Premis César                                | Millor actriu secundària             | Mélanie Thierry                                              | Nominada   |
| Premis César                                | Millor actor secundari               | Niels Arestrup                                               | Nominat    |
| Premis César                                | Millor actor secundari               | Laurent Lafitte                                              | Nominat    |
| Premis César                                | Millor música original               | Christophe Julien                                            | Nominat    |
| Premis César                                | Millor so                            | Jean Minondo Gurwal Coïc-Gallas Cyril Holtz Damien Lazzerini | Nominats   |
| Premis César                                | Millor muntatge                      | Christophe Pinel                                             | Nominat    |
| Premis César                                | Millor pel·lícula                    | Catherine Bozorgan Albert Dupontel                           | Nominats   |
| Gobus de Cristall                           | Millor pel·lícula                    | Albert Dupontel                                              | Nominat    |
| Gobus de Cristall                           | Millor actor                         | Albert Dupontel                                              | Nominat    |
| Premis Lumières                             | Millor fotografia                    | Vincent Mathias                                              | Nominat    |
| Premis Lumières                             | Millor pel·lícula                    | Albert Dupontel                                              | Nominat    |
| Premis Lumières                             | Millor guió                          | Albert Dupontel Pierre Lemaitre                              | Nominat    |
| Festival Internacional de Cinema de Seattle | Millor posició (Golden Space Needle) | Albert Dupontel                                              | 5a posició |